# Vítor Melo Pereira
Pour les articles homonymes, voir Vítor Pereira et Melo (homonymie).
Vítor Manuel Melo Pereira (né le 21 avril 1957 à Lisbonne) est un ancien arbitre portugais de football. Il débuta en 1989, devint arbitre international en 1992 et arrêta en 2002.

## Carrière
Il a officié dans des compétitions majeures : 
- Coupe du Portugal de football 1994-1995 (finale)
- Coupe du Portugal de football 1995-1996 (finale)
- Coupe du monde de football de 1998 (2 matchs)
- Coupe Intertoto 1999 (finale retour)
- Euro 2000 (3 matchs)
- Supercoupe de l'UEFA 2001
- Coupe UEFA 2001-2002 (finale)
- Coupe du monde de football de 2002 (2 matchs)